# 주례여자중학교
주례여자중학교(周禮女子中學校)는 대한민국 부산광역시 사상구 주례동에 있는 공립 중학교이다.

## 학교 연혁
- 1977년 11월 4일 : 교사 신축 공사 착공 (개교 기념일)
- 1977년 12월 31일 : 주례여자중학교 설립인가 (30학급)
- 1978년 3월 1일 : 초대 박태화 교장 취임
- 1978년 3월 5일 : 제1회 입학식(10학급 635명 입학)
- 1998년 12월 15일 : 주례발명교실 개관
- 2007년 9월 28일 : 매화뜨락(도서실) 개관
- 2011년 1월 27일 : 예얼관 준공
- 2011년 12월 21일 : 사교육절감형 창의경영학교 운영(2009.07.09～2012.02.29)
- 2015년 5월 18일 : 급식실 개관(290명 규모)
- 2017년 3월 2일 : STEAM 교육과정 정책 연구학교 운영(~2018년)
- 2021년 3월 23일 : 부산형 블렌디드 교실 구축 완료
- 2023년 9월 1일 : 제20대 김경희 교장 취임
- 2025년 2월 6일 : 제45회 졸업식(3학급 71명 졸업, 졸업생 총수 17,720명)
- 2025년 3월 4일 : 제48회 입학식(3학급 78명)

## 참고 자료
- 주례여자중학교 - 한국교육학술정보원 학교알리미